# يوسو ندوي (لاعب كرة سلة)
يوسو ندوي وهو من مواليد (15 يوليو 1991) هو لاعب كرة سلة سنغالي محترف لفريق سوف تنفجر غرناطة من الدوري الإسباني لعب كرة السلة لاول مرة مع فريق الجامعة لفريق سانت بونافنتورا بوني .

## الحياة الشخصية
يوسو ندوي وهو ابن بيندا وإبراهيم لديه أخ أكبر منه اسمه محمد، وأختان كبيرتان، خديجة وماغويت. لعبت والدته مع فريق السنغال الوطني لكرة السلة.